# مات مور (سياسي)
مات مور (بالإنجليزية: Matt Moore)‏ هو سياسي أمريكي، ولد في 22 أبريل 1982 في تيفتون في الولايات المتحدة. حزبياً، نشط في الحزب الجمهوري.